# Rob Franssen
Rob Franssen (ur. ok. 1972) – holenderski wokalista i basista, lider grupy Born from Pain.

## Życiorys
Urodził się około 1971/1972 w Oostelijke Mijnstreek (prowincja Limburgia w południowo-wschodniej Holandii) i tam się wychowywał. W latach 80. zainteresował się muzyką metalową. Początkowo był sympatykiem grupy Iron Maiden i ten zespół pozostał na stałe jego ulubionym. W wieku 13/14 lat zwrócił się w kierunku nurtu hardcore punk. Wokalistą był od około 16 roku życia (tj. od około roku 1988). W latach 90. był wokalistą wielu zespołów, takich jak Bloodsport, Feeding The Fire, Point Of No Return oraz Wheel of Progress i Backdraft. Po latach podsumował ten okres działalności mówiąc, że nie odniósł sukcesu z tymi zespołami, gdyż nie zajmował się nimi poważnie, był wówczas młody i niedoświadczony.
Wczesnym latem 1997 w Heerlen w Limburgii wraz z wokalistą Ché Sneltingiem założył zespół Born from Pain. Przez wiele lat jego istnienia i po licznych zmianach personalnych w składzie pozostał jedynym pierwotnym członkiem tej formacji. Od początku funkcjonowania grupy do 2008 pełnił funkcję basisty (prócz tego w tym okresie odpowiadał za śpiew w tle podczas koncertów)). Po latach przyznał, że był najsłabszym basistą w historii BFP. Po odejściu dotychczasowego wokalisty Ché Sneltinga w 2007 i okresie koncertowania z jego tymczasowymi zastępcami, w maju 2008 ogłoszono oficjalnie, że Franssen przejął rolę wokalisty Born from Pain. Jego styl wokalny odróżnia się od formy Sneltinga, aczkolwiek – mimo mniejszej mocy głosu – jest w nim więcej zróżnicowania i wściekłości.
Zarówno w swoich początkowych zespołach, jak i od 1997 w Born from Pain był autorem tekstów utworów na wydawnictwach. Prócz tego tworzył też linie wokalne w trakcie komponowania materiałów na nowe albumy Born from Pain. Generalnie teksty utworów autorstwa Franssena ukazują krytykę społeczeństwa i elit władzy na świecie, pogarszającą się sytuację na Ziemi i jego unicestwianie, przejawiają gniew i frustrację wynikające z życia, niepokój społeczny, zmaganie emocjonalne, zachęcają słuchaczy do korzystania z alternatywnych źródeł informacji, szukania prawdy i krytycznego spojrzenia na rzeczywistość. Mimo ekspresji złości i frustracji piosenki zespołu mają w swojej zawartości elementy optymistyczne, mówiące o obróceniu negatywnych odczuć w pozytywne zmiany. Wyjątek od powyższych treści lirycznych stanowiły osobiste wątki w tekstach na albumie Dance with the Devil (2014), które jeszcze bardziej były eksponowane na płycie True Love (2019), na którym Franssen po raz pierwszy postanowił wykorzystać więcej liryków dotyczących jego sfery prywatnej. Mimo tego, nie brakuje na tym wydawnictwie tekstów stanowiących – tak jak na poprzednich wydawnictwach – tematykę krytyczną społecznie. Jak sam przyznał, jeszcze nigdy nie przyszło mi stworzyć tekstów utworów na płytę BFP tak naturalnie i łatwo, jak z myślą o tym albumie. Często jego liryki mają również konotacje o charakterze politycznym, aczkolwiek bez konkretnych odniesień do ugrupowań, a ponadto jest znany z wypowiedzi o charakterze politycznym podczas występów koncertów. W 2008 została uruchomiona przez Roba Franssena strona internetowa o charakterze bloga pt. Survival State Of Mind, w założeniu stanowiąca miejsce wyrażania krytycznych opinii o władzy (http://survivalstateofmind.blogspot.com). Część z zawartości tego bloga było jego twórczość, a inne treści były innych autorów.
Prócz działalności w zespole Rob Franssen (podobnie Ché Snelting) pobocznie podjął działalność organizacji koncertów. Był menedżerem zespołów (A&R) w ramach wytwórni Gangstyle Records (GSR), która wydawała wczesne płyty Born from Pain als A&R bei GSR Music. Odpowiadał m.in. za menedżment zespołu Diablo Blvd, w 2018 był menedżerem podczas tournée grupy Madball. Zawodowo podjął pracę nauczyciela ICT, prowadzącym kursy w zakresie administracji sieciami komputerowymi, produktów Microsoft dla ludzi i organizacji. Wraz z członkami BFP angażuje się w akcje społeczne (np. przy okazji koncertów wspierano osoby potrzebujące w zbiórce ubrań i żywności).
Według wypowiedzi Franssena hardcore oznacza dla niego nastawienie do życia oraz do samego siebie i jako tako nie jest żadną określoną regułą. Zainspirowany twórczością zespołu Youth of Today i wokalisty tegoż, Raya Cappo, został wegetarianinem, a przez 19 lat wyznawał zasady straight edge. Udzielił wypowiedzi w filmie Strength Approach: Carry on the Torch z 2014, dotyczącym sceny  hardcore. Za najlepszych wokalistów nurtu hc uznał Amerykanów Freddy’ego Criciena (Madball) i Scotta Vogela (Terror), którego zna od około 1994.
Mimo że jest Holendrem i pochodzi z Heerlen, zamieszkał w niemieckim mieście Essen, położonym w niedalekiej odległości od jego rodzinnych stron. W maju 2009 przeszedł poważną operację oczu, w związku z tym nie mógł uczestniczyć w ówczesnej trasie koncertowej. W połowie czerwca 2009 powrócił do koncertowania, ale pod koniec tego miesiąca jego problemy z oczami powróciły i był zmuszony poddać się kolejnej operacji. Prywatnie nie ma dzieci i nie wyznaje religii. Jego motto brzmi „Stop At Nothing”, będące tytułem piosenki z albumu War (2006) i wyrażające, by nie zatrzymywać się przez nic, co może być przeszkodą.
Od 9 roku życia jest kibicem klubu piłkarskiego Roda JC Kerkrade. Czas wolny poza koncertami i pracą zarobkową wraz z innymi członkami BFP spędza uczestnicząc w meczach domowych i wyjazdowych tej drużyny. W teledysku do utworu "True Love" zawarto odniesienia do działalności kibiców tej drużyny. Prowadzi też działalność komercyjną prowadząc markę odzieżową South XVI (nazwa pochodzi od trybuny na stadionie Rody JC o nazwie Z16, tj. Południowa 16).

## Dyskografia
Point Of No Return
- Gloves Are Off (1990, własnym sumptem)

Feeding The Fire
- No Submission EP 7" (1993, Red Wax Records)
- Split EP 7", wspólnie z grupą Spawn (1994, Crucial Response Records)
- Hope Springs Eternal (1995, Mad Mob Records)
- Crusade (1997, March Through Records)

Backdraft
- The Stream... EP" (1994, Crucial Response Records)

Born from Pain
Udział gościnny
- Barcode – Showdown (2005), śpiew dodatkowy
- Heaven Shall Burn – Veto (2013), śpiew gościnnie w utworze "Die Stürme Rufen Dich"
- Fallbrawl – Chaos Reigns (2015), śpiew gościnnie w utworze "Human Blood"
- Last Hope – Chain Reaction (2016), śpiew gościnnie w utworze "Chain Reaction"